# Segnatura (logica)
Nella logica del primo ordine la segnatura è un insieme di simboli (che può essere anche vuoto) divisi in tre categorie: simboli di costante, simboli di funzione, e simboli di relazione.
Più in chiaro, una segnatura elenca e descrive i simboli non logici di un linguaggio formale. Nell'algebra universale, la segnatura elenca le operazioni che caratterizzano una struttura algebrica. Nella teoria dei modelli, è utilizzata per entrambi gli scopi (simboli non logici e operazioni). Raramente è esplicitata in trattamenti più filosofici della logica.
Ad ogni ognuno di questi simboli è associato un numero naturale detto arietà del simbolo (che serve ad indicare il numero degli argomenti cui il simbolo va applicato). L’arietà di ogni simbolo di costante è zero, mentre le arietà dei simboli di funzione e di relazione sono numeri interi positivi arbitrariamente scelti. Così, secondo questa definizione, una formalizzazione in termini insiemistici della nozione di simbolo può essere la seguente: un simbolo è una terna ordinata {\displaystyle (a,i,n)} dove {\displaystyle a} è il nome del simbolo, {\displaystyle i\in \{1,2,3\}} indica il tipo del simbolo, ovvero se si tratti di un simbolo di costante, funzione o relazione, e {\displaystyle n} è l’arietà.